# ブレイク・カフェ
『ブレイク・カフェ』は、森ゆきえによる日本のギャグ漫画作品。『マーガレット』（集英社）にて2010年24号（2010年11月20日発売）まで連載。その後、『ザ マーガレット』（集英社）に移籍し2011年1月号（2010年11月24日発売）から2015年6月号（2015年4月24日発売）まで連載された。単行本全5巻。その後電子単行本で2巻発売され、現在は7巻まで発売されている（完結済み）。また、作者の公式ブログ上にて本作をセルフパロディ化した漫画『怪盗ミッチェル』シリーズを不定期で発表している。。

## あらすじ
高校生の四ッ谷寿々子は兄の卓樹と共にYOTUYAカフェを経営している。しかし不動産屋に騙されたことから、YOTUYAカフェは自殺の名所として有名な崖っぷちにあり、さらには変態的な兄の奇行によりあまり客が寄り付かない。そんなおかしな立地にあるYOTUYAカフェと、そこに集まる個性的な人々が織り成す喫茶店物語。
オマケ漫画では、寿々子と卓樹が本当の兄妹じゃないかもしれないと心配するシリアスなパラレル、男性向けの女性陣の水着サービスを期待させるパラレルなどのメタネタが出ていて、他のギャグ漫画とのコラボも行われていた。

## 登場人物
四ツ谷 寿々子（よつや すずこ）
本作の主人公。現役女子高生で、YOTUYAカフェのウェイトレス担当。ゆえに「兄が料理担当、妹が力仕事担当」という理には適っているものの、誤解を招く説明をされてしまう。
変態的な兄・卓樹（後述）の奇行にいつも頭を痛めていて、そのツッコミに忙しい。
外見は可愛らしい女の子だが、ゴリラに例えられるほどの怪力の持ち主で戦闘力も高い。そのため兄にツッコむ際、殴り飛ばして血まみれにすることもしばしば。
かなりの料理ベタで、作った料理の大半に不思議な力が働き、動いたり喋ったりする。
一方で、電子レンジ内で破裂したカップケーキの外見が、屋上から落としたカップケーキの外見と違うというフォローもされている。
実家は貧乏だが、性格の良さで交友関係に恵まれている。男性にモテるが、アイドルオタクのようなモブ男性ばかりが近付いてくる傾向にある。
なんだかんだで家族想いの言動が多く、料理が下手な点以外は問題がないが、兄の女性関係を知らなかったなど、恋愛に無頓着な一面もある。
見習い料理人の藪木渉の料理を「美味しい」と評価しており、料理下手ではあるが味覚や人を見る目は優れている。藪木渉とは気が合い、お互いを補える関係であり、彼のプロポーズに応えたかは不明。
四ツ谷 卓樹（よつや たつき）
もう一人の主人公で、この漫画のアンチテーゼ担当。
寿々子の7歳上の兄で、YOTUYAカフェのオーナーで、料理を全て担当していて、料理の腕は本物。藪木渉と同じ料理学校に通っていた。
YOTUYAカフェをオシャレでくつろげる店にしようとする寿々子の努力を、いつも奇行によって台無しにする。
寿々子と同様に、容姿が良く、女性に人気がある。
かなりの甘党で、特にプリンが好物。逆に辛い物が苦手で、わさびを口にすると、ショックで耳から謎の液体が噴出する。
おかしなポエムを書いたりマンガを描いたりすることが趣味で、ブログも運営中。
変人としか言いようのない個性的な性格は一切問題がないが、女性関係を初めとする対人関係には難がある。
元彼女の晴海のことはすっかり忘れていた。寿々子と違い高校に行けなかったという同情できる過去があるものの、女子高生が好きで、醜い老婆のブル山は一目惚れをしてくる前から一目で嫌っていた。
寿々子と比較すると容姿の良さ（高身長含み）と女性受けの良さが問題シーンで説明されやすく、本気で怒鳴られることも多い。
初期は料理が上手い奇行（ボケ）が憎めない美形として描かれていたが、似たキャラ付けの脇役が次々登場し、問題行為のみが強調されるようになり、彼を理由に両親に家出されていたのが判明した。
「卓樹が描く漫画の顎の長さを指摘される」「内容のない下品なポエムを嫌がられる」「ブル山が額から上が長いカツラを被らされ、それだけで美少女だと思われる」「卓樹が伸びた耳で空を飛ぶシーンで、作中で批判されている横に長い部分（耳）だけではなく、作中で美化されている縦に長い部分（モデル体型）も不自然に描かれる」というエピソードが出るが、連載当時の絵柄の流行の問題と一致し、この漫画自体も近いデフォルメを使っており、漫画がメタな構造なのを匂わせている。
ミッチェル / 山田 藻太郎（やまだ もたろう）
ライバルキャラクター。YOTUYAカフェの崖下にあるレストラン「ミッチェル料理店」のオーナーで、店長を兼任。実は39歳。
料理の腕自体は天才的と評されているが、元々YOTUYAカフェの隣に建っていた店が崖崩れにより崖下に落ちて以来、来客は殆ど途絶えている。
暇なためオセロが日課となっているが、いつも従業員の藪木渉（後述）に負かされている。日々アンチエイジングに勤しんでいるナルシスト。
「ミッチェルシェフの5分間クッキング」という料理番組に藪木と出演しているが、内容がコント的なため視聴者からはお笑い番組だと思われている。小部数を発行した料理本は全く売れなかった。
名前の由来は両親の好きな食べ物（もずく）で、両親には愛されている。
卓樹に近いキャラ付けであるが、作中で気障で嫌味な設定、主人公補正がなくギャグシーンではない本筋に絡む場面でも批判される設定、年齢に反して恋愛歴が伏せられている設定が異なる。
藪木 渉（やぶき わたる）
崖下のレストラン「ミッチェル料理店」の見習いシェフで、四ツ谷卓樹とは料理学校時代の友人。
背が低く童顔で可愛らしい外見だが、かなりの毒舌でクールな性格。ミッチェルに対しては特に辛辣で、直接攻撃に及ぶことも多い。
シェフとしての現状に悩んでいる時、寿々子に料理を美味しいと言われ、以降寿々子に好意を持つようになる。
寿々子が好きな藪木が卓樹に近い立場のミッチェルを批判することで作品のアンチテーゼを体現しており、裏主人公と言える。
「理想の上司じゃない」という藪木がミッチェルに愛想を尽かした理由は寿々子が卓樹に抱いている不平不満（もちろん料理人や肉親としては認めている）と合致する。
ミッチェルのことは性格面以上に同業者の上下関係で憎んでいる可能性が高い。
因みに作者がブログで連載している『怪盗ミッチェル』では、性格が本編の1.5倍黒いと作者が語っている。
崎 匡次（さき きょうじ）
YOTUYAカフェに取り立てに来る借金取り。実は寿々子と同じクラスの同級生。貸金を何とかして回収しようと画策するが、いつも不首尾に終わる。
極道の跡取り息子で喧嘩っ早い不良だが、反面未だにサンタクロースの存在を信じている等、無邪気な性格をしている。
借金のカタとして卓樹が所有する電子ペットくまボを持ち帰って以来、服を着せたり一緒に寝たり等かなり溺愛している。
島岡 剛（しまおか ごう）
崎の部下。寿々子と崎の同級生で、クラスではお花係を務める。
スキンヘッドに顎鬚、常にサングラス着用という容貌で崎と同じく不良だが、性格は温和。
ひょんなことから漫画家デビューを果たし、「島岡くま郎」のペンネームで執筆をしている。
古山 ミツエ（ふるやま みつえ）
寿々子が通う高校の理事長。あだ名は「ブル山」で、ブルドッグに似た容貌の女性。
5年前に夫を亡くしている。卓樹に対して一方的に想いを寄せていて、ストーカー気味。
学校では厳格な教師として生徒たちから畏怖されているが、卓樹に想いを抱き始めてからは寿々子に対して愛想がいい。
若い頃から肥満で容貌に優れない女性として描かれているが、髪型を変えた程度で美女に見られて惚れられたこともある。
大塚 晴海（おおつか はるみ）
卓樹の元恋人。卓樹のことが忘れられないでいるが、卓樹には忘れられていた。
優しい雰囲気の美人で、卓樹の奇行にも全く動じない器の持ち主。
保護欲をそそる男性が好きであり、助け甲斐のある男性を理想視する余り、愛情と馬鹿さの欲求を取り違えてしまうことも。
卓樹と知り合った発電のバイトでは、イメージとは逆にボンデージを着ていた。
陸上競技で大会記録を出した経験が有る。
山本 澄也（やまもと すみや）
晴海の恋人だが、晴海に別れ話を切り出されストーカー気味になる。
恋人の晴海と別の意味で卓樹にも固執しており、卓樹を本気で邪魔だと思っており、卓樹と鼻から食べ物を吸う奇行勝負で盛り上がった（寿々子は卓樹のみを責めた）。
しかし、古山ミツエとストーカー談義を交わす内に、彼女に好意を抱き始める。好みのタイプは年上。
横田 千織（よこた ちおり）
寿々子の高校の友人。お金が好きで、寿々子の誕生日に現金をそのままあげるクールなリアリスト。
木村 苺（きむら いちご）
寿々子の高校の友人。可愛らしくて料理が上手い。よく島岡と一緒にいる。
マサちゃん
南町商店街の肉屋「肉のまさぞう」の看板娘で中学3年生。
四ツ谷卓樹に好意を抱いているものの、古山ミツエと交際中だと勘違いしている。
寿々子を卓樹の妹と知らずに、妻だと勘違いしてかわいさを羨ましがったことや、若さを武器にして卓樹にアタックしようとしたこともあった。
くまボ
ソミーより発売された、高度学習機能付のくま型最新電子ペット。
象に踏まれても壊れないが、車に轢かれると壊れる。生産は中止。
鈴原 快（すずはら かい）
「ミッチェル料理店」のアルバイトで大学生。
ミッチェルのオセロの相手と、藪木の毒舌に傷ついたミッチェルを励ますことが主な業務で、鈴原自身は子守の仕事に従事していると考えている。
四ツ谷 和幸（よつや かずゆき）
卓樹、寿々子兄妹の父親。4年前、楽しみにとっておいたプリン3個を卓樹に食べられたことがショックで逐電した（同様に、母親はとっておいた大福を卓樹が食べたことを理由に家出している）。
異常なプリン好きで、プリン工場で働いている。工場での成績は断トツ。プリンのテレビCMに、プリンの着ぐるみを着て自ら出演することもある。
夢は工場の正社員、役員を経て、最終形態プリン神となり日本を支配すること。
卓樹が問題で家出したか、両親が問題で家出したかの設定はない。
鴨根（かもね）
政治家。
「ミッチェル料理店」の常連だが味音痴で、寿々子の料理（デザート）を美味いと評し、倒れなかった唯一の人物。
沢田 はすみ（さわだ はすみ）
寿々子の同級生。
調理実習中に寿々子の作った動くシチューに飲み込まれて以来、耳からシチューが出てきて意思表示を行うようになっている。

## 書誌情報
- 森ゆきえ 『ブレイク・カフェ』 集英社 〈マーガレットコミックス〉、全5巻
  1. 2005年8月25日発売、ISBN 4-08-847882-7
    - カフェ☆スマ[注 1]（『マーガレット』2005年5号）

  2. 2006年11月24日発売、ISBN 4-08-846110-X
  3. 2008年9月25日発売、ISBN 978-4-08-846330-8
  4. 2008年12月25日発売、ISBN 978-4-08-846365-0
  5. 2010年3月25日発売、ISBN 978-4-08-846505-0

### アンソロジー
- 東日本大震災チャリティー漫画本 PARTY! SORA[注 2][2]（2011年8月5日発売[3]、メディアパル、ISBN 978-4-89610-202-4）
  - みどりの山田君×ブレイク☆カフェ[4]